# Witeleloch

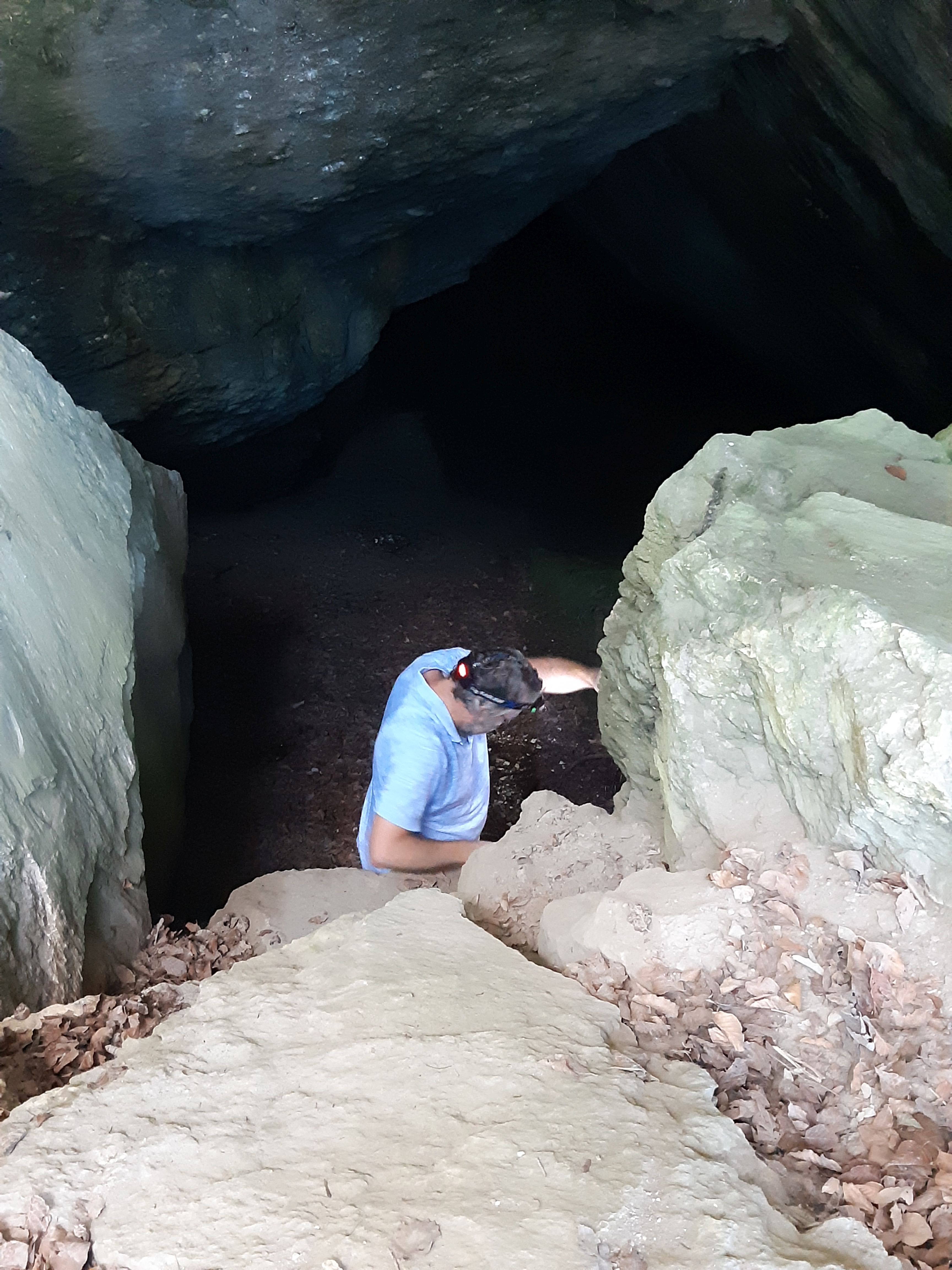
Einstieg in das Witeleloch

Das Witeleloch, auch Elisabethhöhle, ist eine Gesteinsgrenzhöhle in der Spallafluh und ein Naturdenkmal in der Marktgemeinde Götzis im österreichischen Bundesland Vorarlberg.

## Name
Der offizielle Name der Höhle lautet Witeleloch. Der erste Silbe Wit(e) bezieht sich auf das Vorarlbergerische wit/wite im Sinne von weit, breit, offen, ausgedehnt, weitläufig.  Die Silbe le stellt eine noch heute in der Region Vorarlberg/Schwaben weit verbreitete Verkleinerungsform dar.
Über den zweiten Namen Elisabethhöhle ist so gut wie nichts Gesichertes bekannt. Historiker erklären sich den Namen als Ableitung von einer Gräfin aus dem Geschlecht der Montforter oder der Hohenemser Grafen. Ein genauer Nachweis ist nicht möglich.
Ob der ebenfalls in dieser Region bekannte Name Schreckhöhle mit dem Witeleloch identisch ist, ist bislang nicht gesichert.

## Geschichte
Das Witeleloch wurde um 1907 zum ersten Mal in einem Zeitungsartikel vom Archäologen und Hobby-Geologen Gero von Merhart beschrieben, wobei er den Namen Elisabethhöhle verwendet. 1922 wurde die Höhle durch Josef Blumrich, einen Lehrer aus Bregenz, beschrieben.
Die Höhle gilt seit April 1979 als erdwissenschaftliches Naturdenkmal.

## Lage
Das Witeleloch befindet sich direkt am alpinen Steig Kapfweg, der von Meschach (448 m ü. A.) zum Kapf (1153 m ü. A.) führt. Der Zugang befindet sich etwa im oberen Drittel der Wandflucht, rund 400 Meter südwestlich der Spallenlücke und 65 Höhenmeter unter dieser. Über die Wandflucht oberhalb des Witelelochs wird geklettert (Bohrhaken vorhanden), jedoch ist dies kein offizieller Klettersteig. Der Eingang der Höhle liegt im Norden in einer Höhe von etwa 835 m ü. A. auf dem Gebiet der Marktgemeinde Götzis im Alpenrheintal.
Das dreieckige Höhlenportal ist von der Ferne nicht sichtbar, da ringsum Bäume dicht wachsen. Von Meschach aus ist die Höhle über den Schreckweg / Kapfweg in etwa 1 ¼ Stunden erreichbar. Der Zugang zur Höhle ist frei und relativ einfach möglich. Eine regelmäßige, organisierte Besichtigung mit Führer ist nicht möglich. Die Höhle ist weitgehend von Norden nach Süden ausgerichtet.
In der Nähe des Witelelochs befinden sich weitere Höhlen und Schächte. Der etwa 36 Meter tiefe Kapfschacht (auch: Kapfloch bzw. Kessiloch genannt, u. U. auch Witeleloch oder Großwiteloch / Großwiddiloch genannt), etwas weiter oben am Kapfweg, die kurze und schmale Klufthöhle Witeleschluf, eine etwa 10 Meter tiefe, breite Halbhöhle in den Schrofen direkt unter der Spallenlücke und weitere mehr.

## Entstehung und Zustand
Die Höhle liegt an einer Gesteinsgrenze zwischen Kalk und Mergel und besteht, nach der rasch abfallenden Eingangshalle, aus einem Netzwerk kleinräumiger Gänge. Sie ist durch fließendes Wasser entstanden, wie Kolke an den Wänden belegen. Heute ist die Höhle trocken, die Karstentwässerung findet tiefer im Gebirge statt. Es gibt im Höhleninneren einige Kletterstellen und einiges an feuchtem Lehm.

## Erforschungsgrad
Obwohl die Höhle seit langem bekannt ist und als erforscht gilt, werden immer wieder neue Entdeckungen gemacht. Zuletzt wurde die bisher bekannte Länge der Höhle von 75 Meter auf etwa 200 Meter korrigiert (noch nicht offiziell).
Der Höhenunterschied beträgt etwa 29 m. Die Gesteinsgrenzhöhle bildete sich an der Basis des Schrattenkalkes und gehört dem Helvetikum an.

## Begehung und Zustand
Die ersten Meter hinter dem eindrücklichen dreieckigen Portal sind noch im Tageslicht begehbar, die inneren Teile der Karsthöhle nur mit künstlicher Beleuchtung. Beim Eingang der Höhle befinden sich eine kleine Informationstafel mit einer Übersichtszeichnung der inatura.
Der Wanderweg (Kapfweg) zum Witeleloch ist teilweise steil, ausgesetzt, aber gut begehbar. Die Höhle selbst sollte ausschließlich mit guter Höhlenausrüstung besucht werden.

## Sage
Nach einer Sage soll in jeder heiligen Nacht ein fähriger Schüler auf einem Lindwurm in die Gegend gekommen sein. In der Belzreute bei Hohenems soll ein Bauernhaus sein, bei dem er das Tier jedes Mal anband. Von dort stieg er dann auf die Spallafluh, wo in einer Felsspalte Gold herabtropfte. Dieses Gold füllte er in einen Krug und fuhr wieder auf seinem Drachen davon. In uralter Zeit, als das Alpenrheintal ein weiter See war, habe das Wasser bis zu dieser Höhe des Spallen gereicht.